# Барабанщиков, Григорий Степанович
Григо́рий Степа́нович Бараба́нщиков (19 декабря 1931, Пермь — 24 августа 2020, там же) — советский и российский журналист, диктор радио и телевидения Пермской государственной телерадиокомпании «Т7», почётный гражданин Перми.

## Биография
Родился 19 декабря 1931 года в Перми. Во время Великой Отечественной войны работал на телефонном заводе. Принимал участие в художественной самодеятельности. В 1951 году прошёл прослушивание в областном радиокомитете и был принят диктором на областное радио. Когда в 1959 году в Перми началось телевещание, Барабанщиков стал ведущим первой телепередачи. В дальнейшем он был автором сценария и ведущим созданных по его инициативе передач «Рассказывают фотографии», «Третий звонок» и других, телегазеты «С объективом по родному краю». Также вёл циклы авторских передач на областном радио: «Мгновения истории», «Без Вас победа досталась бы труднее», «Встретим утро», «Есть повод…», «Листок календаря», был ведущим массовых праздничных мероприятий.
За многолетнюю творческую деятельность и высокий профессионализм Григорию Степановичу Барабанщикову были присвоены звания «Отличник радио и телевидения» и «Заслуженный работник культуры Российской Федерации», а в 1997 году, за заслуги в развитии радиовещания и телевидения, — звание Почётного гражданина города Перми.